# Rai-Mera
Rai-Mera (Raimera) ist eine osttimoresische Aldeia im Suco Edi (Verwaltungsamt Maubisse, Gemeinde Ainaro). 2015 lebten in der Aldeia 420 Menschen.

## Geographie
Rai-Mera liegt im Südwesten des Sucos Edi. Nördlich befindet sich die Aldeia Hebau, im Nordosten die Aldeia Demutete und südöstlich die Aldeia Talale. Im Westen grenzt Rai-Mera an den Suco Aituto. Die Grenze zu Aituto bildet der Colihuno, ein Nebenfluss des Carauluns.
Im Zentrum der langgestreckten Aldeia befindet sich die Siedlung Rai-Mera, nah dem Colihuno. Auch im Norden liegt die dünne Besiedlung nah dem Fluss, während im Südosten sich die einzelnstehenden Häuser sich in der Breite entlang der Ostgrenze ausdehnen.